# Alchemilla compactilis
Alchemilla compactilis es una especie de planta del género Alchemilla, perteneciente a la familia Rosaceae.

## Taxonomía
Alchemilla compactilis fue descrita por Serguéi Yuzepchuk en 1934.

## Distribución
Se encuentra en el territorio de Irán, Transcaucasia y Turquía.